# Turó de Castellar (Fogars de Montclús)
El Turó de Castellar és una muntanya de 1.400 metres que es troba al municipi de Fogars de Montclús, a la comarca del Vallès Oriental.